# غضب الحليم (فلم)
غضب الحليم هو فيلم مصري من إخراج كمال عطية  وبطولة فاروق الفيشاوي، إيمان، حسين الشربيني، سيد زيان، سحر رامي وأمل إبراهيم، صدر الفيلم في 29 أبريل 1985.

## نبذة
يمتلك (حسان) و(نوارة) و(عطوة) ملهى ليلي، وفي الوقت نفسه، فإنهم يتاجرون في المخدرات، يصاب (حسان) في حادث سيارة، ويفقد حقيبة بها مبلغ كبير من المال، فيقرر الابتعاد عن المخدرات بعد شفاءه ويتنازل لزميليه عن نصيبه في الملهى تعويضًا عن فقد الحقيبة، غير أنهما يحاولان القضاء عليه.

## طاقم العمل
- فاروق الفيشاوي بدور حسان
- إيمان بدور زينب
- حسين الشربيني بدور نوار الضبع
- سيد زيان بدور عطوة
- سحر رامي بدور رجاء
- أمل إبراهيم بدور لولا

## وصلات خارجية
- مقالات تستعمل روابط فنية بلا صلة مع ويكي بيانات